# Dorfkirche Mützdorf

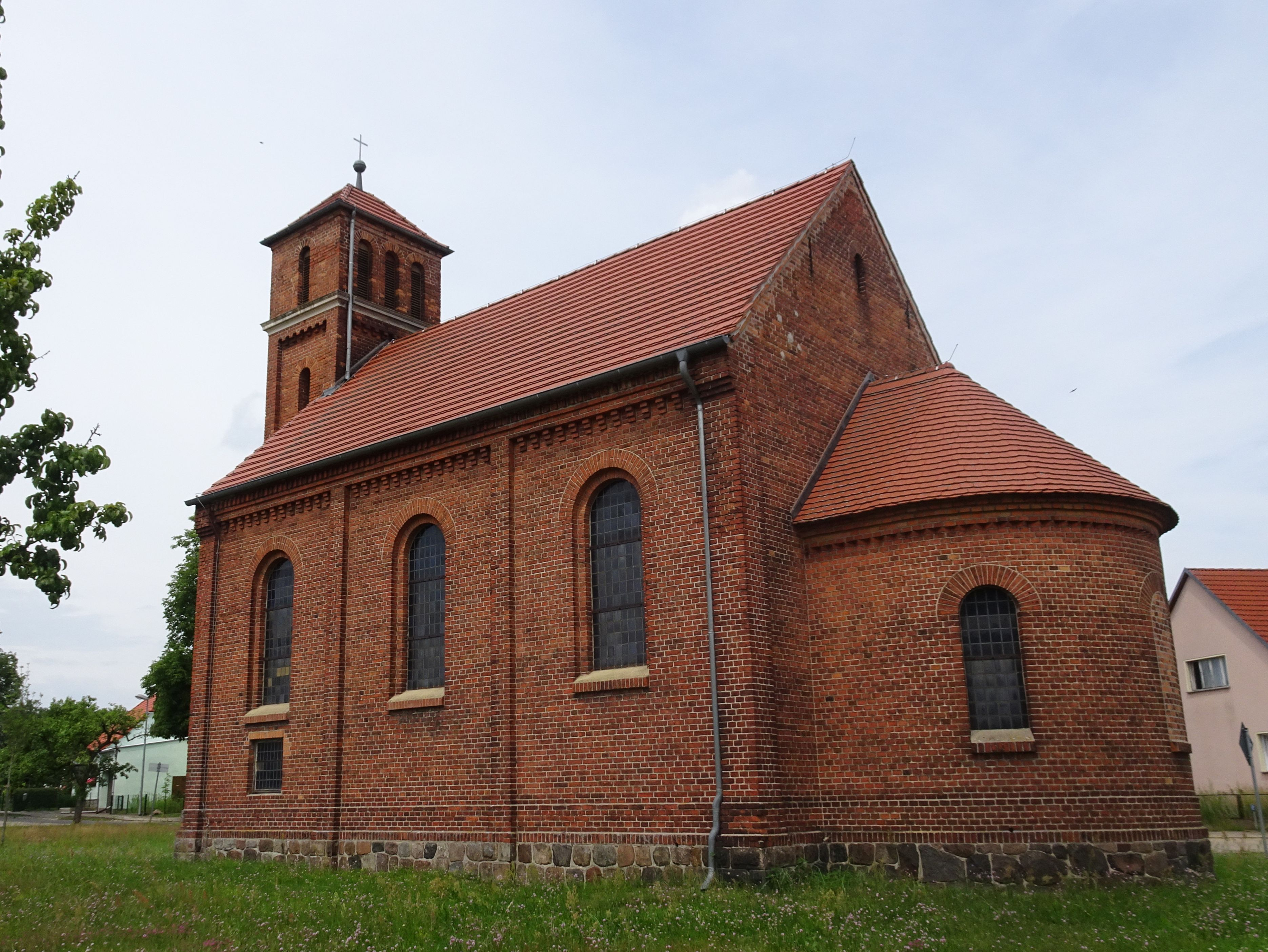
Dorfkirche Mützdorf

Die evangelische Dorfkirche Mützdorf ist eine neuromanische Saalkirche in Mützdorf, einem Ortsteil der Gemeinde Wiesenburg/Mark im Landkreis Potsdam-Mittelmark in Brandenburg. Die Kirchengemeinde gehört zum Kirchenkreis Mittelmark-Brandenburg der Evangelischen Kirche Berlin-Brandenburg-schlesische Oberlausitz.

## Lage
Die Landstraße 831 führt als Mützdorf von Nord-Nordwesten kommend in südsüdöstlicher Richtung durch den Ort. Sie umspannt auch einen südlich gelegenen Dorfanger, an dessen östlichem Ende die Kirche auf einem Grundstück steht, das nicht eingefriedet ist.

## Geschichte
Mützdorf wurde erstmals im Jahr 1388 als musselicz urkundlich erwähnt und befand sich vor 1388 im Besitz der Familie Preußnitz. In dieser Zeit war Mützdorf um 1450 Filialkirche von Grubo. Die Familie Preußnitz gaben das Dorf 1526 an die Familie von Brück weiter, die es bis 1577 hielten. Das Kirchenpatronat lag bis 1577 beim Gut Mützdorf. Der Pfarrer erhielt im Jahr 1575 insgesamt 20 1⁄2 Mandeln 10 Garben Roggen, 7 1⁄2 Mandeln Hafer, 10 Mandeln 14 Garben Heidekorn als Zehnten. Der Küster bekam 7 1⁄2 Scheffel Korn und zehn Brote. Er erhielt außerdem zwei Scheffel aus Brück, 1 1⁄2 Scheffel vom Richter und von jedem Kossäten 1⁄2 Scheffel. Der Richter gab außerdem zwei Brote; jeder Kossät ein weiteres Brot. Im genannten Jahr kam Mützdorf als Tochterkirche zu Raben. 
Die heute noch vorhandene Kirche entstand im Jahr 1872. Die Apsis wurde 2005 restauriert. Die Turmuhr war ein Geschenk des in Berlin lebenden Ingenieurs Haeseck aus dem Jahr 1894, die zum Ende des Zweiten Weltkrieges nicht mehr funktionstüchtig war. Ein Lehrer brachte die Uhr zur Reparatur nach Berlin; dort ging sie verloren. Durch eine Spendensammlung des Gemeindekirchenrats konnte ein neues Uhrwerk angeschafft und 2020 eingebaut werden.

## Baubeschreibung

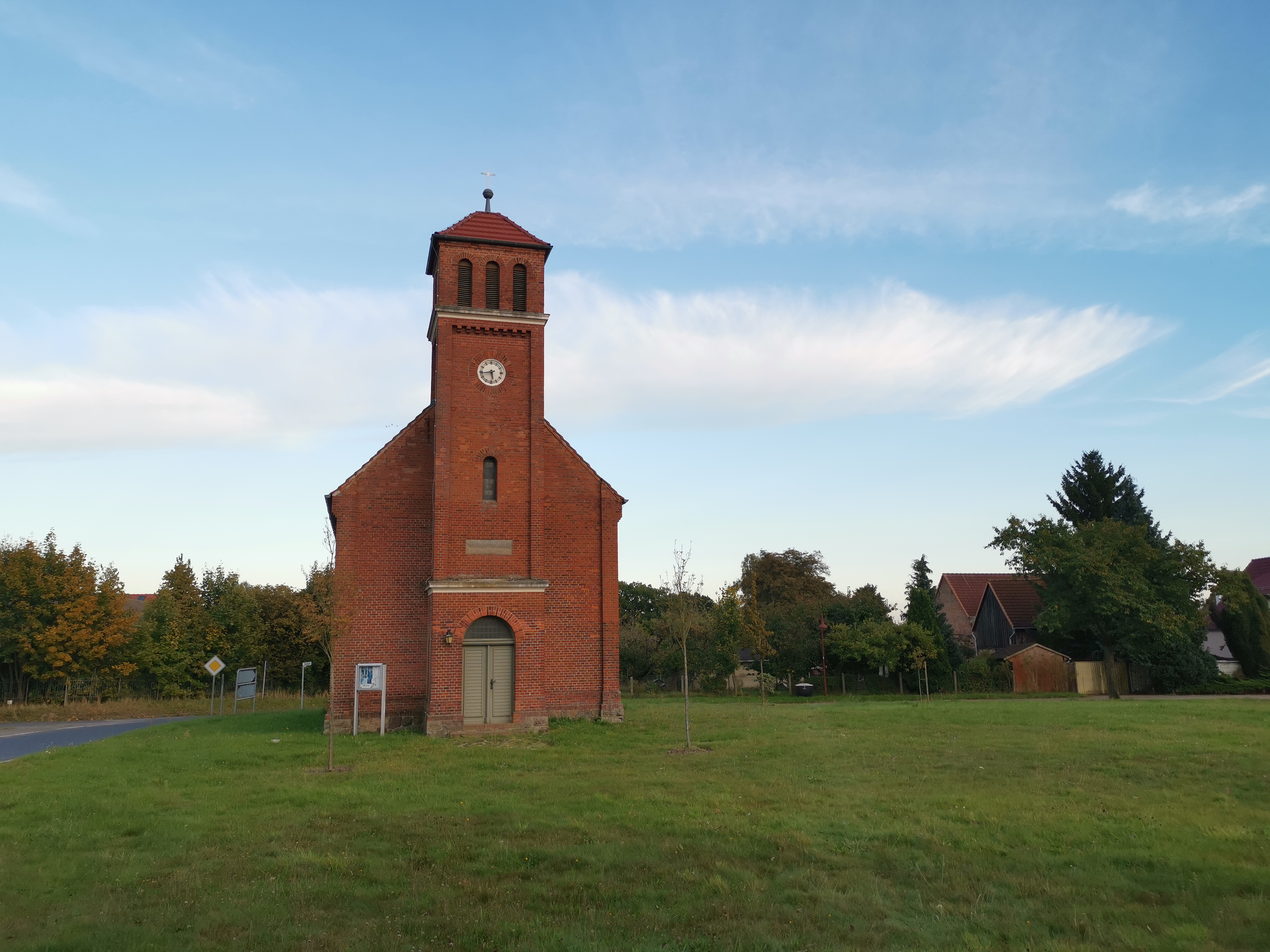
Ansicht von Westen

Das Bauwerk entstand im Wesentlichen aus rötlichem Mauerstein auf einem schmalen, umlaufenden Sockel aus Feldsteinen. Die Apsis ist halbrund und besitzt an der Nord- und Südseite je ein hohes Rundbogenfenster. Das Ostfenster ist verschlossen. Am Übergang zum kegelförmigen Dach ist ein nach unten geöffneter Fries.
Das Kirchenschiff hat einen rechteckigen Grundriss. An der Ostseite befindet sich im Giebel ein kleines Rundbogenfenster. Die Nord- und Südwand wurde mittels vier Lisenen in drei Felder gegliedert. In jedem ist ein großes Rundbogenfenster, dass sich annähernd über die gesamte Fassade erstreckt. Das westlich gelegene Fenster wird dabei jeweils durch ein tiefer gesetztes, querrechteckiges Fenster ergänzt. Am Übergang zur Dachtraufe ist jeweils ein nach unten geöffneter Fries. Das Schiff trägt ein schlichtes Satteldach.
Der Westturm hat einen quadratischen Grundriss und ist gegenüber dem Schiff stark eingezogen. Er kann durch ein großes, hochrechteckiges Portal von Westen her betreten werden. Dieser Zugang ist in eine rundbogenförmige Öffnung eingelassen. An der Nord- und Südseite ist je ein Rundbogenfenster. Der Turmschaft wurde ebenfalls mit Lisenen gegliedert. An der Westseite ist im unteren Bereich eine verputzte Blende, in der sich zu einer früheren Zeit eine Weihinschrift befunden haben könnte. Oberhalb ist ein Rundbogenfenster, gefolgt von einer Turmuhr. An der Nord- und Südseite sind je zwei Rundbogenfenster. Der Schaft schließt ebenfalls mit einem nach unten geöffneten Fries ab. Oberhalb ist das Glockengeschoss mit je drei Klangarkaden an der West- und Ostseite und je einer Klangarkade an der Nord- und Südseite. Oberhalb ist ein Pyramidendach, das mit Turmkugel und Kreuz abschließt.

## Ausstattung
Die Kirchenausstattung ist bauzeitlich; das Altarbild stammt von Lisa Vogel aus Bad Belzig. Auf der Empore steht eine Orgel, die Albert Hollenbach im Jahr 1891 schuf. Das Instrument besitzt ein Manual und vier Register. Im Turm hängt eine Glocke aus dem Jahr 1746. Vor dem Bauwerk erinnert ein Denkmal an die Gefallenen der Weltkriege.